# 그램
그램(gram, gramme, 단위 g)은 질량의 단위이다. 기호는 g로 쓴다.

## 정의
그램의 최초 정의는 ‘얼음이 녹는 온도에서 1 세제곱센티미터의 정육면체를 가득 채울수 있는 부피의 물의 절대적인 무게’였다.(훗날 4 °C로 수정) 오늘날에는 SI 단위계의 기본 단위인 ‘킬로그램의 1/1000’, 또는 ‘1×10-3 kg’으로 정의된다. 킬로그램의 기준이 되는 국제원기(國際原器)는 국제 도량형국에서 보관하고 있다.

## SI 배수
SI 접두어는 두 개 이상이 연속해서 붙여질 수 없기 때문에, 접두어 사용시에는 이미 접두어가 붙은 단어인 '킬로그램' 대신 '그램'이 사용된다. 예를 들어, 킬로그램의 백만분의 일은 1 µkg (마이크로킬로그램)이 아닌 1 mg (밀리그램)이다.
| 약수                                                 | 약수 | 약수              |        | 배수 | 배수                 | 배수 |
| 값                                                   | 기호 | 이름              | 값     | 기호 | 이름                 |      |
| 10–1 g                                               | dg   | 데시그램          | 101 g  | dag  | 데카그램             |      |
| 10–2 g                                               | cg   | 센티그램          | 102 g  | hg   | 헥토그램             |      |
| 10–3 g                                               | mg   | 밀리그램          | 103 g  | kg   | 킬로그램             |      |
| 10–6 g                                               | µg   | 마이크로그램(mcg) | 106 g  | Mg   | 메가그램(톤)         |      |
| 10–9 g                                               | ng   | 나노그램          | 109 g  | Gg   | 기가그램             |      |
| 10–12 g                                              | pg   | 피코그램          | 1012 g | Tg   | 테라그램(메가톤(Mt)) |      |
| 10–15 g                                              | fg   | 펨토그램          | 1015 g | Pg   | 페타그램             |      |
| 10–18 g                                              | ag   | 아토그램          | 1018 g | Eg   | 엑사그램             |      |
| 10–21 g                                              | zg   | 젭토그램          | 1021 g | Zg   | 제타그램             |      |
| 10–24 g                                              | yg   | 욕토그램          | 1024 g | Yg   | 요타그램             |      |
| 보편적으로 사용되는 접두어는 굵은 글씨로 표시하였음. |      |                   |        |      |                      |      |

## 변환
- 1 그램 (g) = 15.4323583529 그레인 (gr)
- 1 그레인 (gr) = 0.06479891 그램 (g)
- 1 온스 (oz) = 28.349523125 그램 (g)
- 1 트로이 온스 (ozt) = 31.1034768 그램 (g)
- 1 그램 (g) = 8.98755179×1013 줄 (J) (질량-에너지 동등성 참고)

## 같이 보기
- SI 단위계